# Адикес, Эрих
Эрих Адикес (нем. Erich Adickes; 29 июня 1866 года, Бремен — 8 июля 1928 года, Тюбинген) — немецкий философ

, профессор.

## Биография
Эрих Адикес родился 29 сентября 1866 года в германском городе Бремен.
Получил образование в Тюбингенском университете и Берлинском университете имени Гумбольдта.
В 1887 году, по защите диссертации, Эрих Адикес получил докторскую степень.
В 1895 году занял кафедру философии в Университете имени Христиана Альбрехта в Киле.
Начиная с 1902 года, Эрих Адикес преподавал философию в Мюнстерском университете (ныне Вестфальский университет имени Вильгельма).
Эрих Адикес запомнился современникам, как ярый критик и противник философских теорий Ханса Файхингера. Он выступал  против идеи материализма, а также против «монистической натурфилософии» дарвиниста Эрнста Геккеля и утверждал, что материя не существует объективно, что это «вопрос нашего разума», «состояние сознания». Атомы являются лишь вспомогательными понятиями ума. Он отрицал возможность научного познания объективного мира .
В 1907 году Адикес предложил концепцию четырёх мировоззрений: догматического (доктринёрского), агностического (скептического), традиционного и инновационного, предвосхитив этим концепции психологических типов XX века.
Адикес являлся членом братства Tübinger Burschenschaft Derendingia.
Эрих Адикес скончался 8 июля 1928 года в городе Тюбинген в возрасте 61-го года.